# مسئله جانشینی امپراتوری ژاپن

شجره خاندان امپراتوری

بحث جانشینی امپراتوری ژاپن، از ۲۰۰۱ تا ۲۰۰۶، ژاپن امکان تغییر حق جانشینی به تخت پادشاهی ژاپن که در حال حاضر به مردان دودمان یاماتو منحصر می‌شود، را مورد بحث قرار داد.
از سپتامبر ۲۰۲۴، سه نفر در صف جانشینی امپراتور کنونی ناروهیتو قرار دارند: فومی‌هیتو، شاهزاده آکی‌شینو، شاهزاده هیساهیتو آکی‌شینو و ماساهیتو، شاهزاده هیتاچی. قبل از تولد شاهزاده هیساهیتو در سال ۲۰۰۶، دولت ژاپن تغییراتی را در قانون خاندان امپراتوری در نظر گرفت تا به جانشینان احتمالی بیشتری برای تاج و تخت اجازه دهد. پس از تولد شاهزاده هیساهیتو گفتگوها برای تضمین جانشینی باثبات امپراتوری متوقف شده است.

## پس زمینه
به‌طور سنتی، تاج و تخت امپراتوری تحت عرف و رسومی منتقل می‌شد که شبیه به حاکمیت ارشدیت آگناتیک بود. از نظر تئوری، هر مرد یا زن با نسب پدرتباری به پادشاهان اولیه ژاپنی، که در نسل مردان مستقیم از اولین امپراتور، امپراتور جینمو بودند، می‌توانستند تاج و تخت را در دست بگیرند. در عمل، اولویت اولاد پسر پادشاه نر قبلی و سپس برادران، پسران، سایر مردان خانواده اصلی مذکر و در نهایت اعضای مذکر خانه‌های شیننوکه داده می‌شد. شاخه پسران کوچکتر از فاصله دور با پادشاه سلطنتی مرتبط است. از آنجایی که در ژاپن تاریخی هیچ محدودیتی برای ازدواج مجدد یا چندزنی وجود نداشت، معمولاً اقوام مرد زیادی وجود داشتند که می‌توانستند تاج و تخت را به دست بگیرند.
با این حال، چندین مورد وجود داشته است که یک پادشاه زن به عنوان یک پادشاه ملکه سلطنتی ژاپن خدمت کرده است. همه امپراتورهای سلطنتی از نوادگان سلسله امپراتوری در نسل مردان بودند. چنین جانشینی به دلایل مختلفی رخ داده است. در برخی موارد، وارث مستقیم مرد فقط یک کودک نوپا بود و قادر به انجام مراسم امپراتوری نبود. در چنین نمونه ای، مادر، خاله یا خواهر بزرگتر او، اگر هم از نسب امپراتوری از طریق خاندان او بودند، به‌طور موقت تاج و تخت را به دست گرفتند تا اینکه کودک به بلوغ رسید که برای رسیدن پسر کافی تلقی می‌شد. فرزندان یک ملکه نیز از نسب مادری مذکور ادعای تاج و تخت نداشتند، زیرا همه شهبانوهای سلطنتی تاریخی یا همسر ملکه بودند یا همسر ولیعهد قبل از به تخت نشستن خود، یا در طول زندگی خود ازدواج نکرده بودند، بنابراین یک زن را به خانواده اختصاص داد. تاج و تخت اختلافات جانشینی را به تعویق انداخت. آخرین باری که ژاپن یک ملکه سلطنتی داشت در سال ۱۷۷۱ بود، زمانی که امپراتریس گو-ساکوراماچی به نفع برادرزاده‌اش، امپراتور گو-موموزونو از سلطنت کناره‌گیری کرد.
پس از بازسازی می‌جی، ژاپن مدل دودمان هوهن‌تسولرن جانشینی امپراتوری را وارد کرد، که در آن شاهزاده‌ها به صراحت از جانشینی حذف شدند. دولت ژاپن همچنین چندزنی را ممنوع کرد، که قبلاً برای هر خانواده ای با درجه اصیل (سامورایی یا کوگه) مجاز بود، به ویژه اگر همسر اول نتواند فرزندان ذکور تولید کند. قانون خاندان امپراتوری در سال ۱۹۴۷، که تحت قانون اساسی ژاپن پس از جنگ جهانی دوم تصویب شد، محدودیت دیگری را ایجاد کرد: فقط فرزندان نسل مرد امپراتور تایشو پدر امپراتور وقت هیروهیتو) می‌تواند بخشی از خانواده رسمی امپراتوری باشد و ادعای جانشینی داشته باشد، به استثنای همه اقشار مرد دیگر سلسله امپراتوری و به‌طور خاص امپراتور و سایر اعضای خانواده امپراتوری را از فرزندخواندگی منع کند. .
بر اساس قانون خانه امپراتوری#قانون خانه شاهنشاهی؛ فصل ۱: ماده ۱ قانون خانوار شاهنشاهی، تخت امپراتوری باید توسط فرزندان ذکور متعلق به دودمان امپراتوری جانشین شود. خط جانشینی به تفصیل در ماده ۲ آمده است. به عنوان:
1. پسر ارشد امپراتور
2. پسر بزرگ پسر ارشد امپراتور
3. دیگر نوادگان پسر ارشد امپراتور
4. پسر دوم امپراتور و فرزندانش
5. دیگر نوادگان امپراتور
6. برادران امپراتور و فرزندانشان
7. عموهای امپراتور و نوادگانشان

## وضعیت
سلسله امپراتوری ژاپن، که به‌طور سنتی از نسل امپراتور جینمو است، شاید قدیمی‌ترین سلسله پدری در جهان باشد، و طبق افسانه‌ها، اعضای آن سلسله منفرد نزدیک به ۲۷۰۰ سال بر ژاپن حکومت کرده‌اند. سیستم ژاپنی باستان از پدرتباری جانشینی است، به‌طور کلی از نظر اولیه، با این اخطار که، در صورتی که خانواده امپراتوری فاقد وارث باشد، ممکن است پسری از شاخه‌های کادت وثیقه از تبار امپراتوری به فرزندخواندگی بپذیرند. چهار شاخه کادتی از این قبیل از خانواده امپراتوری، از دوران باستان، این امتیاز را داشتند که برای تاج و تخت ژاپن، وارثی تهیه کنند. نیاز به فرزندخواندگی به ندرت پیش می‌آمد، زیرا امپراتورها معمولاً چندین همسر داشتند و پسران همه همسران به یک اندازه واجد شرایط موفقیت بودند.
تمام این سنت‌ها و راه حل‌ها در دهه ۱۹۵۰ متوقف یا ممنوع شده بود. امپراتور شووا (هیروهیتو) امپراتور امپراتوری ژاپن در طول جنگ دوم جهانی بود. پس از تسلیم ژاپن، قانون اساسی جدیدی برای ژاپن تنظیم شد که، از جمله، جانشینی را به پدرتباری نوادگان پدر امپراتور شووا، امپراتور تایشو محدود می‌کرد، بنابراین شاخه‌های کادت از این کشور مستثنی می‌شد. خانواده امپراتوری این قانون همچنین رویه باستانی و پذیرفته شده امپراتوری ژاپن را برای فرزندخواندگی ممنوع کرد. از روزگار امپراتور میجی عمل چندهمسری قطع شده بود؛ بنابراین، پس از تصویب قانون اساسی ژاپن جدید در سال ۱۹۴۷، خانواده امپراتوری بسیار کوچک شد.
در آغاز قرن، این محدودیت‌ها اشغال ژاپن به وضعیتی منجر شد که این سلسله به طرز خطرناکی به انقراض نزدیک شد. امپراتور بازنشسته آکی‌هیتو (پسر ارشد امپراتور شووا) تنها دو پسر داشت: ناروهیتو و فومی‌هیتو، شاهزاده آکی‌شینو. پسر کوچکتر، شاهزاده فومیهیتو، اولین کسی بود که ازدواج کرد، و به زودی پدر دو دختر شد، کومورو ماکو (متولد ۱۹۹۱) و شاهدخت کاکو آکی‌شینو (متولد ۱۹۹۴). تا ۶ سپتامبر ۲۰۰۶ که کیکو، شاهدخت آکی‌شینو شاهزاده هیساهیتو آکی‌شینو را به دنیا آورد، پسری نداشت. پسر بزرگ آکیهیتو، ناروهیتو، که در سال ۱۹۹۳ ازدواج کرد، تا ۱ دسامبر ۲۰۰۱ پدر نشد، زمانی که ماساکو دختری به نام آیکو، شاهدخت توشی به دنیا آورد. ناروهیتو و همسرش فرزند خود را با شادی فراوان پذیرفتند، زیرا آنها تقریباً از پدر و مادر شدن ناامید شده بودند. با این حال، تولد شاهزاده خانم سؤال جانشینی را به بحث عمومی باز کرد، زیرا همسر ناروهیتو، که قبلاً دچار سقط جنین شده بود و بسیار نزدیک به چهل سال سن داشت، بعید بود که فرزندان بیشتری به دنیا بیاورد.
برادر آکیهیتو، ماساهیتو، شاهزاده هیتاچی اصلاً فرزندی ندارد.
دو عضو دیگر خانواده امپراتوری نیز تنها دختر داشتند: شاهزاده توموهیتو میکاسا دارای دو دختر، شاهدخت آکیکو میکاسا (متولد ۱۹۸۱) و شاهدخت یوکو میکاسا (متولد. ۱۹۸۳)؛ نوریهیتو، شاهزاده تاکامادو دارای سه دختر بود، شاهدخت تسوگوکو تاکامادو (متولد ۱۹۸۶)، سنگه نوریکو (متولد ۱۹۸۸) و موریا آیاکو (متولد ۱۹۹۰). قبل از تولد شاهزاده هیساهیتو در سال ۲۰۰۶، در حدود ۴۱ سال هیچ وارث مردی در خانواده امپراتوری متولد نشده بود.

### اعضای مذکر خانواده امپراتوری
|                |          |          |          |          |          |  |  |                             |                             | امپراتور                    | امپراتور                    | امپراتور                    | امپراتور                    | امپراتور | امپراتور |                             |                             | اعضای زنده                  | اعضای زنده                  | اعضای زنده                  | اعضای زنده                  | اعضای زنده | اعضای زنده |                           |                           | اعضای فوت شده             | اعضای فوت شده             | اعضای فوت شده             | اعضای فوت شده             | اعضای فوت شده | اعضای فوت شده |                            |                            |                            |                            |                            |                            |  |  |  |  |  |  |  |  |  |  |  |  |  |  |  |  |  |  |  |  |  |  |  |  |  |  |  |  |  |  |  |  |  |  |
|                |          |          |          |          |          |  |  |                             |                             | امپراتور                    | امپراتور                    | امپراتور                    | امپراتور                    | امپراتور | امپراتور |                             |                             | اعضای زنده                  | اعضای زنده                  | اعضای زنده                  | اعضای زنده                  | اعضای زنده | اعضای زنده |                           |                           | اعضای فوت شده             | اعضای فوت شده             | اعضای فوت شده             | اعضای فوت شده             | اعضای فوت شده | اعضای فوت شده |                            |                            |                            |                            |                            |                            |  |  |  |  |  |  |  |  |  |  |  |  |  |  |  |  |  |  |  |  |  |  |  |  |  |  |  |  |  |  |  |  |  |  |
| امپراتور تایشو |          |          |          |          |          |  |  |                             |                             |                             |                             |                             |                             |          |          |                             |                             |                             |                             |                             |                             |            |            |                           |                           |                           |                           |                           |                           |               |               |                            |                            |                            |                            |                            |                            |  |  |  |  |  |  |  |  |  |  |  |  |  |  |  |  |  |  |  |  |  |  |  |  |  |  |  |  |  |  |  |  |  |  |
|                |          |          |          |          |          |  |  |                             |                             |                             |                             |                             |                             |          |          |                             |                             |                             |                             |                             |                             |            |            |                           |                           |                           |                           |                           |                           |               |               |                            |                            |                            |                            |                            |                            |  |  |  |  |  |  |  |  |  |  |  |  |  |  |  |  |  |  |  |  |  |  |  |  |  |  |  |  |  |  |  |  |  |  |
|                |          |          |          |          |          |  |  |                             |                             |                             |                             |                             |                             |          |          |                             |                             |                             |                             |                             |                             |            |            |                           |                           |                           |                           |                           |                           |               |               |                            |                            |                            |                            |                            |                            |  |  |  |  |  |  |  |  |  |  |  |  |  |  |  |  |  |  |  |  |  |  |  |  |  |  |  |  |  |  |  |  |  |  |
| هیروهیتو       | هیروهیتو | هیروهیتو | هیروهیتو | هیروهیتو | هیروهیتو |  |  | یاسوهیتو، شاهزاده چیچیبو    | یاسوهیتو، شاهزاده چیچیبو    | یاسوهیتو، شاهزاده چیچیبو    | یاسوهیتو، شاهزاده چیچیبو    | یاسوهیتو، شاهزاده چیچیبو    | یاسوهیتو، شاهزاده چیچیبو    |          |          | نوبوهیتو، شاهزاده تاکاماتسو | نوبوهیتو، شاهزاده تاکاماتسو | نوبوهیتو، شاهزاده تاکاماتسو | نوبوهیتو، شاهزاده تاکاماتسو | نوبوهیتو، شاهزاده تاکاماتسو | نوبوهیتو، شاهزاده تاکاماتسو |            |            | تاکاهیتو، شاهزاده میکاسا  | تاکاهیتو، شاهزاده میکاسا  | تاکاهیتو، شاهزاده میکاسا  | تاکاهیتو، شاهزاده میکاسا  | تاکاهیتو، شاهزاده میکاسا  | تاکاهیتو، شاهزاده میکاسا  |               |               |                            |                            |                            |                            |                            |                            |  |  |  |  |  |  |  |  |  |  |  |  |  |  |  |  |  |  |  |  |  |  |  |  |  |  |  |  |  |  |  |  |  |  |
| هیروهیتو       | هیروهیتو | هیروهیتو | هیروهیتو | هیروهیتو | هیروهیتو |  |  | یاسوهیتو، شاهزاده چیچیبو    | یاسوهیتو، شاهزاده چیچیبو    | یاسوهیتو، شاهزاده چیچیبو    | یاسوهیتو، شاهزاده چیچیبو    | یاسوهیتو، شاهزاده چیچیبو    | یاسوهیتو، شاهزاده چیچیبو    |          |          | نوبوهیتو، شاهزاده تاکاماتسو | نوبوهیتو، شاهزاده تاکاماتسو | نوبوهیتو، شاهزاده تاکاماتسو | نوبوهیتو، شاهزاده تاکاماتسو | نوبوهیتو، شاهزاده تاکاماتسو | نوبوهیتو، شاهزاده تاکاماتسو |            |            | تاکاهیتو، شاهزاده میکاسا  | تاکاهیتو، شاهزاده میکاسا  | تاکاهیتو، شاهزاده میکاسا  | تاکاهیتو، شاهزاده میکاسا  | تاکاهیتو، شاهزاده میکاسا  | تاکاهیتو، شاهزاده میکاسا  |               |               |                            |                            |                            |                            |                            |                            |  |  |  |  |  |  |  |  |  |  |  |  |  |  |  |  |  |  |  |  |  |  |  |  |  |  |  |  |  |  |  |  |  |  |
|                |          |          |          |          |          |  |  |                             |                             |                             |                             |                             |                             |          |          |                             |                             |                             |                             |                             |                             |            |            |                           |                           |                           |                           |                           |                           |               |               |                            |                            |                            |                            |                            |                            |  |  |  |  |  |  |  |  |  |  |  |  |  |  |  |  |  |  |  |  |  |  |  |  |  |  |  |  |  |  |  |  |  |  |
| آکی‌هیتو        | آکی‌هیتو  | آکی‌هیتو  | آکی‌هیتو  | آکی‌هیتو  | آکی‌هیتو  |  |  | ماساهیتو، شاهزاده هیتاچی ③  | ماساهیتو، شاهزاده هیتاچی ③  | ماساهیتو، شاهزاده هیتاچی ③  | ماساهیتو، شاهزاده هیتاچی ③  | ماساهیتو، شاهزاده هیتاچی ③  | ماساهیتو، شاهزاده هیتاچی ③  |          |          | شاهزاده توموهیتو میکاسا     | شاهزاده توموهیتو میکاسا     | شاهزاده توموهیتو میکاسا     | شاهزاده توموهیتو میکاسا     | شاهزاده توموهیتو میکاسا     | شاهزاده توموهیتو میکاسا     |            |            | یوشیهیتو، شاهزاده کاتسورا | یوشیهیتو، شاهزاده کاتسورا | یوشیهیتو، شاهزاده کاتسورا | یوشیهیتو، شاهزاده کاتسورا | یوشیهیتو، شاهزاده کاتسورا | یوشیهیتو، شاهزاده کاتسورا |               |               | نوریهیتو، شاهزاده تاکامادو | نوریهیتو، شاهزاده تاکامادو | نوریهیتو، شاهزاده تاکامادو | نوریهیتو، شاهزاده تاکامادو | نوریهیتو، شاهزاده تاکامادو | نوریهیتو، شاهزاده تاکامادو |  |  |  |  |  |  |  |  |  |  |  |  |  |  |  |  |  |  |  |  |  |  |  |  |  |  |  |  |  |  |  |  |  |  |
| آکی‌هیتو        | آکی‌هیتو  | آکی‌هیتو  | آکی‌هیتو  | آکی‌هیتو  | آکی‌هیتو  |  |  | ماساهیتو، شاهزاده هیتاچی ③  | ماساهیتو، شاهزاده هیتاچی ③  | ماساهیتو، شاهزاده هیتاچی ③  | ماساهیتو، شاهزاده هیتاچی ③  | ماساهیتو، شاهزاده هیتاچی ③  | ماساهیتو، شاهزاده هیتاچی ③  |          |          | شاهزاده توموهیتو میکاسا     | شاهزاده توموهیتو میکاسا     | شاهزاده توموهیتو میکاسا     | شاهزاده توموهیتو میکاسا     | شاهزاده توموهیتو میکاسا     | شاهزاده توموهیتو میکاسا     |            |            | یوشیهیتو، شاهزاده کاتسورا | یوشیهیتو، شاهزاده کاتسورا | یوشیهیتو، شاهزاده کاتسورا | یوشیهیتو، شاهزاده کاتسورا | یوشیهیتو، شاهزاده کاتسورا | یوشیهیتو، شاهزاده کاتسورا |               |               | نوریهیتو، شاهزاده تاکامادو | نوریهیتو، شاهزاده تاکامادو | نوریهیتو، شاهزاده تاکامادو | نوریهیتو، شاهزاده تاکامادو | نوریهیتو، شاهزاده تاکامادو | نوریهیتو، شاهزاده تاکامادو |  |  |  |  |  |  |  |  |  |  |  |  |  |  |  |  |  |  |  |  |  |  |  |  |  |  |  |  |  |  |  |  |  |  |
|                |          |          |          |          |          |  |  |                             |                             |                             |                             |                             |                             |          |          |                             |                             |                             |                             |                             |                             |            |            |                           |                           |                           |                           |                           |                           |               |               |                            |                            |                            |                            |                            |                            |  |  |  |  |  |  |  |  |  |  |  |  |  |  |  |  |  |  |  |  |  |  |  |  |  |  |  |  |  |  |  |  |  |  |
| ناروهیتو       | ناروهیتو | ناروهیتو | ناروهیتو | ناروهیتو | ناروهیتو |  |  | فومی‌هیتو، شاهزاده آکی‌شینو ① | فومی‌هیتو، شاهزاده آکی‌شینو ① | فومی‌هیتو، شاهزاده آکی‌شینو ① | فومی‌هیتو، شاهزاده آکی‌شینو ① | فومی‌هیتو، شاهزاده آکی‌شینو ① | فومی‌هیتو، شاهزاده آکی‌شینو ① |          |          |                             |                             |                             |                             |                             |                             |            |            |                           |                           |                           |                           |                           |                           |               |               |                            |                            |                            |                            |                            |                            |  |  |  |  |  |  |  |  |  |  |  |  |  |  |  |  |  |  |  |  |  |  |  |  |  |  |  |  |  |  |  |  |  |  |
| ناروهیتو       | ناروهیتو | ناروهیتو | ناروهیتو | ناروهیتو | ناروهیتو |  |  | فومی‌هیتو، شاهزاده آکی‌شینو ① | فومی‌هیتو، شاهزاده آکی‌شینو ① | فومی‌هیتو، شاهزاده آکی‌شینو ① | فومی‌هیتو، شاهزاده آکی‌شینو ① | فومی‌هیتو، شاهزاده آکی‌شینو ① | فومی‌هیتو، شاهزاده آکی‌شینو ① |          |          |                             |                             |                             |                             |                             |                             |            |            |                           |                           |                           |                           |                           |                           |               |               |                            |                            |                            |                            |                            |                            |  |  |  |  |  |  |  |  |  |  |  |  |  |  |  |  |  |  |  |  |  |  |  |  |  |  |  |  |  |  |  |  |  |  |
|                |          |          |          |          |          |  |  | شاهزاده هیساهیتو آکی‌شینو ②  |                             |                             |                             |                             |                             |          |          |                             |                             |                             |                             |                             |                             |            |            |                           |                           |                           |                           |                           |                           |               |               |                            |                            |                            |                            |                            |                            |  |  |  |  |  |  |  |  |  |  |  |  |  |  |  |  |  |  |  |  |  |  |  |  |  |  |  |  |  |  |  |  |  |  |

### اعضای مرد خاندان برای جانشینی
| رتبه | جانشین | جانشین                    | تولد           | سن |
| ---- | ------ | ------------------------- | -------------- | -- |
| ۱    |        | فومی‌هیتو، شاهزاده آکی‌شینو | ۳۰ نوامبر ۱۹۶۵ | ۵۹ |
| ۲    |        | شاهزاده هیساهیتو آکی‌شینو  | ۶ سپتامبر ۲۰۰۶ | ۱۸ |
| ۳    |        | ماساهیتو، شاهزاده هیتاچی  | ۲۸ نوامبر ۱۹۳۵ | ۸۹ |

## بحث
در اوایل دهه ۲۰۰۰، بحث جانشینی به عنوان یک موضوع سیاسی مطرح شد. روزنامه آساهی سرمقاله ای را در مه ۲۰۰۶ منتشر کرد که نشان می‌داد که سیستم فعلی ناپایدار است. در نظرسنجی روزنامه آساهی در مارس ۲۰۰۶، ۸۲ درصد از پاسخ‌دهندگان از بازنگری قانون خاندان امپراتوری برای اجازه دادن به یک زن برای صعود به تاج و تخت سلطنتی حمایت کردند. سپس نخست‌وزیر ژاپن جونیچیرو کویزومی نیز قویاً از بازنگری حمایت کرد و متعهد شد که لایحه‌ای را برای مجلس ۲۰۰۶ ارائه کند.
برخی از قانونگذاران محافظه‌کار با کویزومی مخالفت کردند و گفتند که این بحث زودرس است. پسر عموی امپراتور کنونی، شاهزاده توموهیتو نیز با این پیشنهاد مخالفت کرد و گفت که اعضای رسمی مرد خانواده امپراتوری ژاپن ممکن است برای تولید اعضای مذکر زن غیراصلی یا معشوقه بگیرند، زیرا قبلاً ممکن بود یک فرزند نامشروع مرد سلطنت  را به عهده بگیرد. بعداً گفت که این اظهارات فقط یک شوخی است.
راه حل دیگر بازگرداندن شیننوکه (شاخه‌های فرعی ای از دودمان امپراتوری یاماتو بود که توسط ایالات متحده بعد از جنگ از ارث بردن جانشینی امپراتوری برکنار شده بود) به خط جانشینی است.
همسر شاهزاده آکیشینو، کیکو، شاهدخت آکی‌شینو در ۶ سپتامبر ۲۰۰۶ یک نوزاد پسر به دنیا آورد. کودک، شاهزاده هیساهیتو آکی‌شینو اکنون در ردیف دوم تاج و تخت سلطنتی قرار دارد. پس از تولد شاهزاده هیساهیتو، بحث‌های سیاسی پیرامون جانشینی فروکش کرد. کویزومی لایحه خود را پس گرفت، اگرچه نظرسنجی عمومی نشان داد که حمایت از این تغییر هنوز حدود ۶۸٪ است.
در مورد اینکه تا چه حد باید قاعده فعلی جانشینی تحت قانون خانوار سلطنتی تغییر کند، اختلاف نظر وجود دارد. آنهایی که در جناح راست هستند، از تغییر حمایت می‌کنند، و جانشینی نسل برادر امپراتور طرفداری می‌کنند تا اقوام مردی که قبلاً حذف شده بودند را به خاندان امپراتوری بازگردانند. لیبرال‌ها از پذیرش حق اولویت نخستین فرزند حمایت می‌کنند. میانه‌روها از پذیرش مجدد آداب و رسوم بومی و قدیمی جانشینی حمایت می‌کنند، به این معنا که یک زن می‌تواند تا زمانی که از نظر ارشدیت یا نزدیکی در روابط خویشاوندی پدری اولویت داشته باشد، به سلطنت برسد. کیکوکو، شاهدخت تاکاماتسو، آخرین بازمانده آریسوگاوا نو میا-تاکاماتسو و عمه امپراتور آکیهیتو، در مصاحبه‌ها و مقالات رسانه ای خود پس از تولد شاهزاده خانم از حقوق سنتی و مرسوم شاهزاده خانم برای جانشینی دفاع کرد. آیکو، شاهدخت توشی.
اتخاذ تسلط مطلق، همان‌طور که قبلاً در تاریخ ژاپن اتفاق افتاده است، به فرزندان زن مجرد یا بیوه در سلسله مذکر خاندان امپراتوری اجازه می‌دهد تا تخت پادشاهی ژاپن را به ارث ببرند، اما همچنین به چیزی بی‌سابقه نیز اجازه می‌دهد: شاهزاده خانم‌های متأهل و فرزندان شاهزاده خانم‌هایی که پدرانشان از نسل مرد امپراتورهای پیشین نیستند، می‌توانند بر تخت سلطنت بنشینند. این سناریو را می‌توان به این معنا تفسیر کرد که یک دودمان جدید تخت داوودی را تصاحب می‌کند، زیرا سلسله‌ها به‌طور سنتی به صورت پدری تعریف می‌شدند.
دولت آبه اعلام کرده بود که به زودی پس از به تخت نشستن ناروهیتو، بحث دربارهٔ وضعیت زنان در خانواده امپراتوری را آغاز خواهد کرد. کنت روف، مورخ آکادمیک در امپراتوری ژاپن گفت: «فکر نمی‌کنم این ترجیح آنها باشد، اما آنها چاره ای ندارند. آنها با انقراض خط امپراتوری روبرو هستند.»